# (9666) 1997 GM22
A (9666) 1997 GM22 a Naprendszer kisbolygóövében található aszteroida. A LINEAR program keretében fedezték fel 1997. április 6-án.